# Hornschuchia alba
Hornschuchia alba là loài thực vật có hoa thuộc họ Na. Loài này được Auguste François César Prouvençal de Saint-Hilaire mô tả khoa học đầu tiên năm 1825 dưới danh pháp Bocagea alba. Năm 1931 Robert Elias Fries chuyển nó sang chi Hornschuchia.

## Phân bố
Loài này có tại bang Rio de Janeiro, đông nam Brasil.

## Mô tả
Cây bụi cao 0,5 đến 2 m, sống trên cạn, có trong các khu rừng ven Đại Tây Dương, trong khu vực rừng mưa vùng đất thấp và rừng duyên hải Restinga. Là loài cây lâu năm, hoa lưỡng tính, thụ phấn nhờ bọ cánh cứng.